# Liber viaticus Jana ze Středy
Liber viaticus Jana ze Středy je breviář zhotovený někdy v 50. letech 14. století, nejpozději roku 1364 pro biskupa Jana IX. ze Středy. Jedná se o pergamenový kodex o 319 listech v poměrně dobrém stavu dodnes dochován (vazba není původní a začátek je vytržen) a uložen v Knihovně Národního muzea (sign. XIII A 12).
Označení Liber viaticus pochází přímo z knihy samé, kde se jako jakési ex libris nachází text "Liber viaticus domini Johannis, Luthomislensis episcopi, imperialis cancellarii". Lze přeložit jako "Cestovní kniha pana Jana, biskupa litomyšlského, císařského kancléře", kodex tedy mohl sloužit Janovi jako cestovní breviář, byť nákladné zhotovení vzbuzuje pochybnosti, zda s knihou běžně cestoval.
Kniha je známá zejména svou bohatou iluminací. Tu provedl jediný malíř (anonymní, v literatuře znám jako Mistr Liber viaticus), který byl zřejmě dobře vzdělán, byl obeznámen jak s italskou, tak francouzskou malířskou tradicí. Malba se týkala jak několika velkých figurálních výjevů v iniciálách, tak drobnějších iniciál abstraktních a drolerií.

## Moderní vydání
V roce 2016 vyšel breviář ve dvousvazkové publikaci, první svazek obsahuje studie historiků a historiků umění, druhý svazek obsahuje zmenšenou fotografickou reprodukci rukopisu.

## Galerie

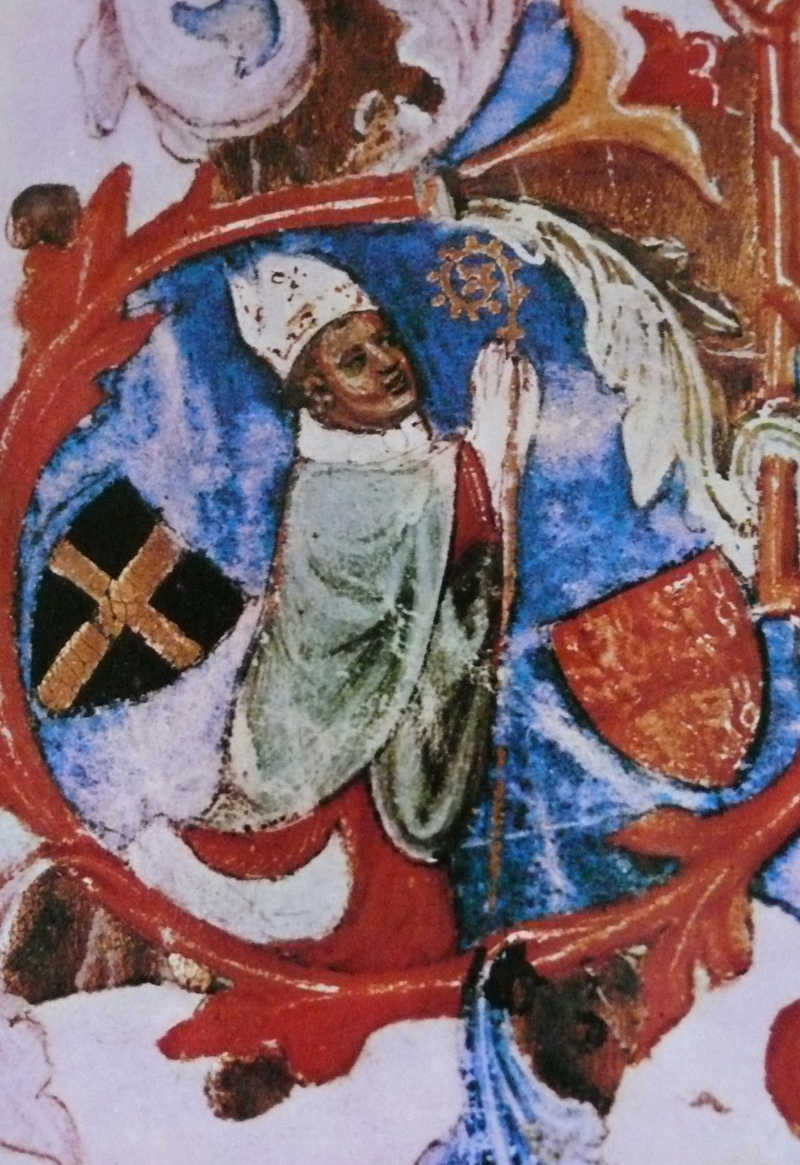
fol. 69v (bas-de-page): Jan ze Středy adorující
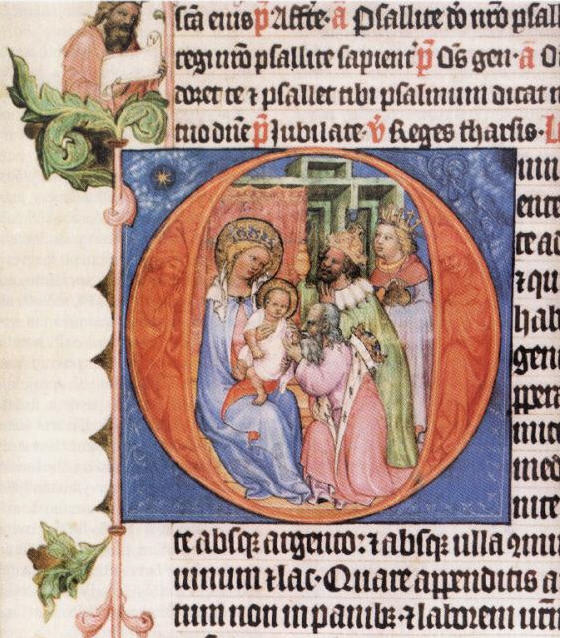
fol. 97r: Klanění tří králů
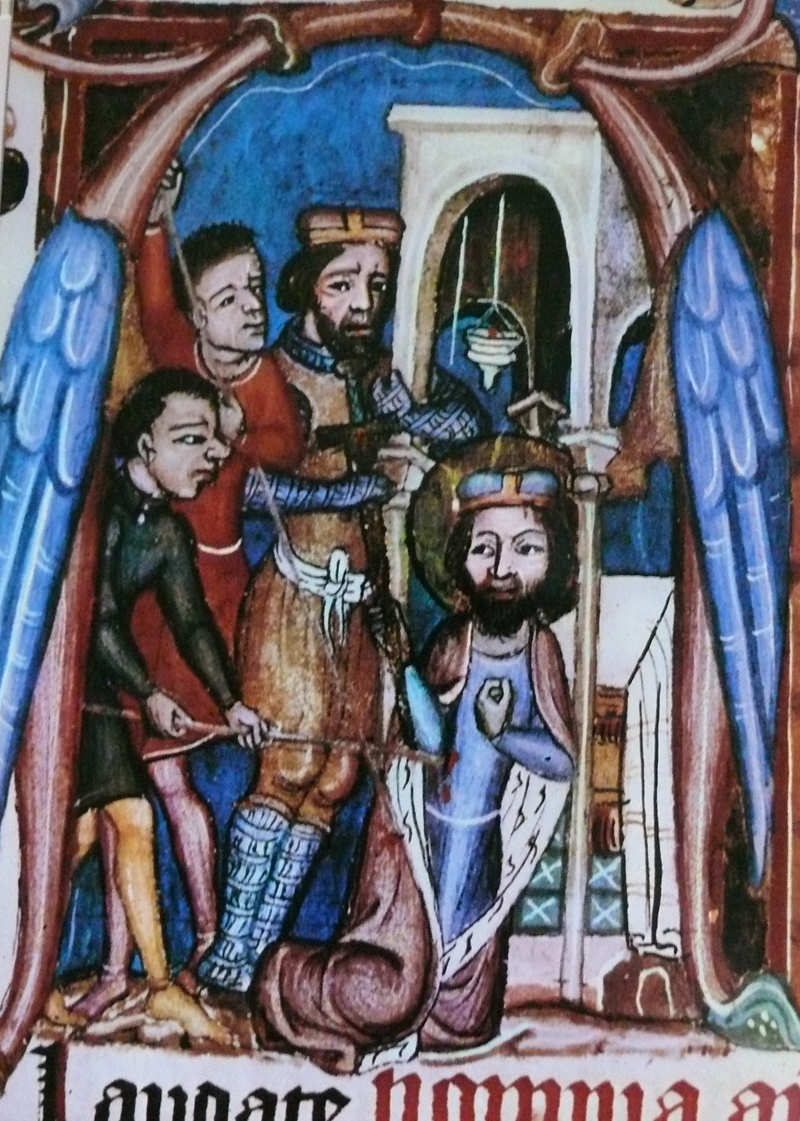
fol. 313r: Zavraždění sv. Václava